# 沃洛迪米尔·达赫诺
沃洛迪米尔·阿夫克森蒂约维奇·达赫诺（烏克蘭語：Володимир Авксентійович Дахно，羅馬化：Volodymyr Avksentiiovych Dakhno，1932年3月7日—2006年7月28日），乌克兰动画师、动画电影导演及编剧。達赫諾是舍夫琴科国家奖获得者（1988年），也被授予了“乌克兰人民艺术家”的称号（1996年）。达赫诺以其卡通系列《哥萨克》而著称，该卡通系列的人物形象为扎波罗热哥萨克。